# Скибинцы (Погребищенский район)
Скибинцы (укр. Скибинці) — село на Украине, находится в Погребищенском районе Винницкой области.
Код КОАТУУ — 0523481202. Население по переписи 2001 года составляет 310 человек. Почтовый индекс — 22234. Телефонный код — 4346.
Занимает площадь 0,216 км².

## Адрес местного совета
22233, Винницкая область, Погребищенский р-н, с. Борщаговка, ул. Искры и Кочубея, 39